# Écretteville-lès-Baons
Écretteville-lès-Baons é uma comuna francesa na região administrativa da Normandia, no departamento de Sena Marítimo. Estende-se por uma área de 9,48 km². Em 2010 a comuna tinha 393 habitantes (densidade: 41,5 hab./km²).